# Lina Marulanda
Lina Marulanda (ur. 15 maja 1980 w Medellín, zm. 22 kwietnia 2010 w Bogocie) – kolumbijska modelka i prezenterka telewizyjna.

## Młodość
Lina María Marulanda Cuartas urodziła w Medellín, w Kolumbii. Karierę modelki rozpoczęła w wieku 12 lat. Początkowo uczyła się w miejscowej szkole Santa Maria del Rosario de Medellin, później przeniosła się do Paryża. Jej czas dorastania zdominowany był pokazami mody i sesjami zdjęciowymi. W 2004 roku w wywiadzie Marulanda przyznała, że żałuje że wychowała się w ten sposób.
Po ukończeniu szkoły średniej rozpoczęła studia na Uniwersytecie w Bogocie.

## Kariera
W 2002 roku zadebiutowała jako prezenterka w programie CM& News. Później, przez sześć lat pracowała w Canal Caracol. Od 2003 roku prezentowała wraz z aktorką Margarita Ortega część rozrywkową w wieczornych wiadomościach. Później partnerowała jej modelka Adriana Arboleda.
Od grudnia 2005 roku Marulanda prowadziła część rozrywkową Caracol News wraz z dziennikarzem Ivanem Lalinde.
Na początku 2007 roku była gospodarzem reality show pt. Challenge 20-07. W lipcu wróciła do CM& News, gdzie prowadziła specjalne raporty dotyczące Colombiamoda 2007. Prowadziła również sprawozdania z tej imprezy dla Radia W.
24 lipca 2007 roku dołączył do zespołu prowadzących audycję La hora del Regreso, zastępując Marcela Sarmiento.

## Śmierć
W dniu 22 kwietnia 2010 roku Lina Marulanda wypadła z balkonu swego mieszkania na szóstym piętrze apartamentowca w Bogocie. Raport policyjny stwierdził samobójstwo. W mieszkaniu w czasie wypadku z Liną Marulanda byli jej rodzice, były mąż Carlos Onate oraz jej lekarz. Została pochowana na cmentarzu Montesacro Gardens.